# Sceloporus lemosespinali
Sceloporus lemosespinali är en ödleart som beskrevs av  Guillermo 2004. Sceloporus lemosespinali ingår i släktet Sceloporus och familjen Phrynosomatidae. IUCN kategoriserar arten globalt som otillräckligt studerad. Inga underarter finns listade i Catalogue of Life.